# Ягошиха (река)
Ягоши́ха (Егоши́ха) — малая река в Перми, левый приток Камы, протекает по территории исторического центра города. Длина около 9 км.

## Название
По одной из гипотез, слово Егошиха восходит к коми-пермяцким словам яг (в переводе — лес, бор) и ош (медведь) и имело значение «медвежий бор». Гипотеза основана на том, что на территории Перми и окрестностей найдены памятники ананьинской и гляденовской культур, представители которых говорили на диалектах общепермского языка (предке коми-пермяцкого языка) и могли оставить следы в пермской топонимии. Однако гипотеза не учитывала данные памятников письменности и языкознания, в частности тот факт, что в коми-пермяцком языке в сложных словах на первом месте стоит определение, а на втором — определяемое слово, то есть ягош должно бы значить не «медвежий бор», а «боровой медведь», но гидронимов такого типа в пермской топонимии нет. Кроме того, другим должно было быть и ударение в названии реки. Таким образом, гипотеза об основе ягош несостоятельна.
Река называлась Ягошиха на исторических планах Перми (с 1782 года), изданных до 1948 года включительно. Считается, что такое название могло появиться не без влияния В. Н. Татищева — уроженца Псковской земли, в речи жителей которой существовало аканье, неразличение безударных гласных. С XVIII века название стало проникать и в пермские публикации, создавая разнобой в написании. Историк и краевед А. А. Дмитриев приводит цитаты из составленной в 1788 году священником Петропавловского собора Гавриилом Сапожниковым (1759—1808) пермской летописи с 1723 по 1802 год, в которой применяется название реки Ягошиха и образованное от него Ягошихинский завод:12, но сам Дмитриев использует названия Егошиха и Егошихинский завод. Первое упоминание о заводе Дмитриев сопровождает сноской: «Некоторые пишут: Ягошихинский завод; но это произношение не согласно с народным. Соседнюю гору народ постоянно зовёт Егошихой»:4.
Исследователи топонимии, знающие исторические материалы, употребляют только форму Егошиха. Е. Н. Полякова предлагает свою гипотезу — о происхождении названия от имени человека, начавшего осваивать землю на этой реке, — и считает, что она имеет наибольшее лингвистическое и историческое основание. Документально известно именование человека (Дмитрий Егоша́ из района Нижних Муллов), возможно, переселившегося на эту речку, получившую название Егошиха. Известно и время, когда это могло произойти (конец XVI — начало XVII века). Историк-краевед В. Н. Трапезников писал: «…слово „Егошиха“ не русское и не славянское, а „чудское“, туземное: специалисты считают имя речки „Егошиха“ — чувашским, в селе Нижне-Муллинском в ту же пору записан Васька Дмитриев, сын „Егоша“».
Полякова считает, что имя человека Егоша́ могло возникнуть из слова егоша́, существовавшего в прошлом параллельно со словами егозить, егоза. По В. И. Далю егоза — «непоседа», «юла», «вертлявый», по С. И. Ожегову — «суетливый, слишком подвижный человек, непоседа». С. В. Котельников предлагает версию происхождения название реки непосредственно от этих слов, характеризующих водный поток, «беспокойно мечущийся в речном русле», то есть Егошиха — «вертлявая», «суетливая», «резвая», «неспокойная» речка.

## География и гидрология

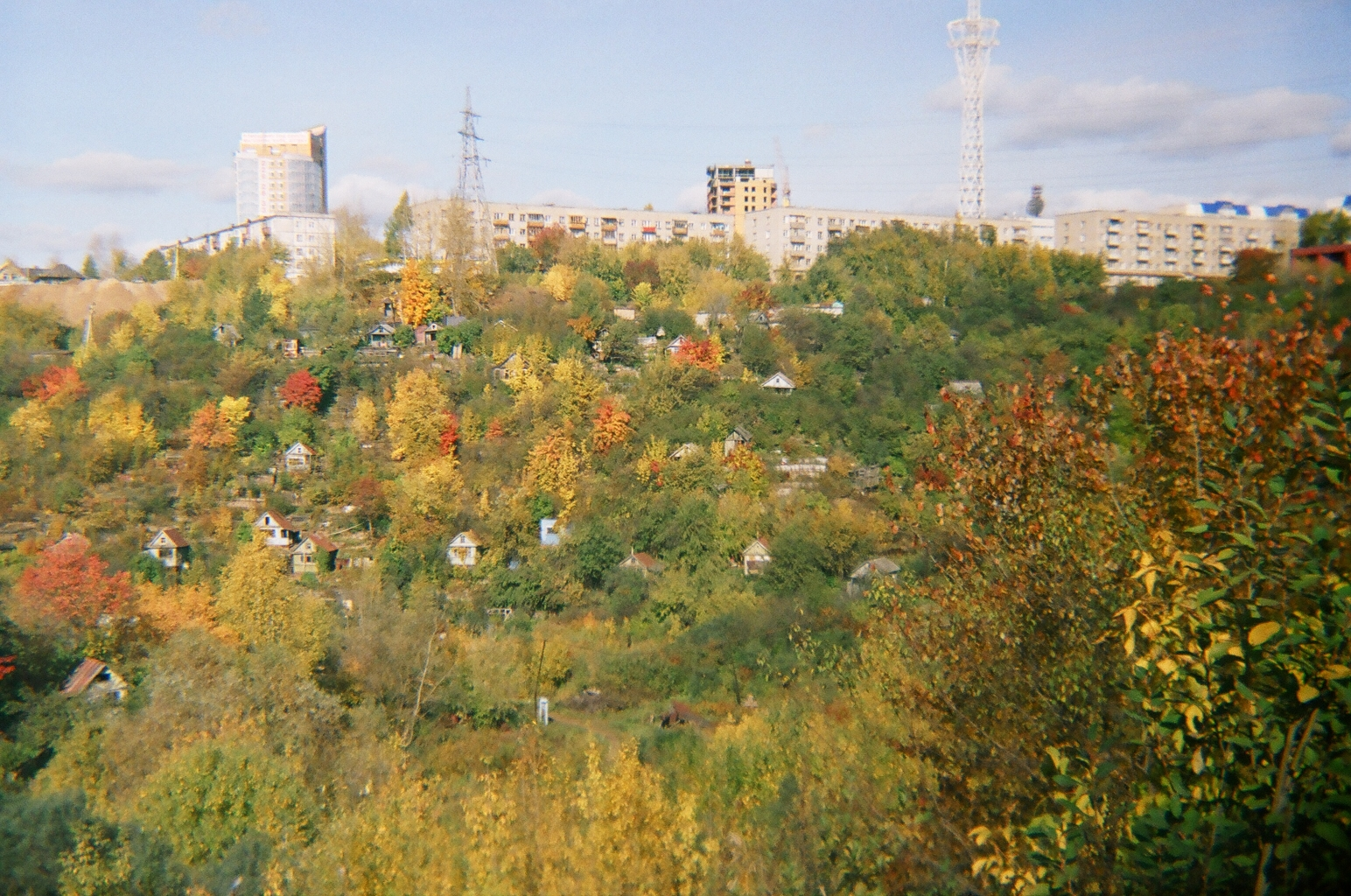
Склон Егошихинского лога

Исток Егошихи находится в лесном массиве около микрорайонов Липовая гора и Владимирский в Свердловском районе. Она течёт по территории Свердловского района, затем вдоль границы Мотовилихинского района со Свердловским и Ленинским. Река протекает по глубокому и широкому (в нижнем течении) оврагу, который в Перми называют Егошихинским логом, крутизна его склонов изменяется от 10 до 50 градусов. Лог пересекается тремя дамбами — Северной, Южной и дамбой по улице Ижевская, а также мостом в створе улицы Революции «Средняя дамба», мостом между улицами Чкалова и Старцева и несколькими менее значимыми мостами.
На берегах Егошихи расположено множество садовых участков, Южное кладбище и Егошихинское кладбище. Егошиха впадает в Каму поблизости от Речного вокзала и ж/д станции Пермь I. На участке от спорткомплекса лыжных трамплинов до Северной дамбы русло покрыто отложениями ила толщиной до 2 метров, там образовались мелководные участки, заросшие камышом и осокой. На склонах долины встречаются выходы грунтовых вод в виде родников — всего в бассейне Егошихи их 21.
Наиболее известные притоки Егошихи, начиная от устья (левые): Стикс, Акулинка, Зелёнка, Загарьенка, Ивановка. В питании реки преобладающее значение имеют талые воды (около 60 %), доля дождевого стока составляет примерно 20 %.
На некоторых участках Егошиха и её притоки заключены в коллекторы и железобетонные трубы. Для Егошихи это: пересечения с автодорогами, район спорткомплекса и конечный участок реки длиной примерно 0,5 км до устья.

## История
Около 15 тысячелетия до н. э. вблизи устья реки Стикс (левого притока Егошихи) располагалась палеолитическая стоянка «Егошиха», обследованная в 2003 году Камской археологической экспедицией Пермского государственного университета под руководством Андрея Фёдоровича Мельничука. В ходе раскопок было собрано несколько тысяч разнообразных каменных орудий. Установлено, что обитатели стоянки охотились на оленей и лошадей.

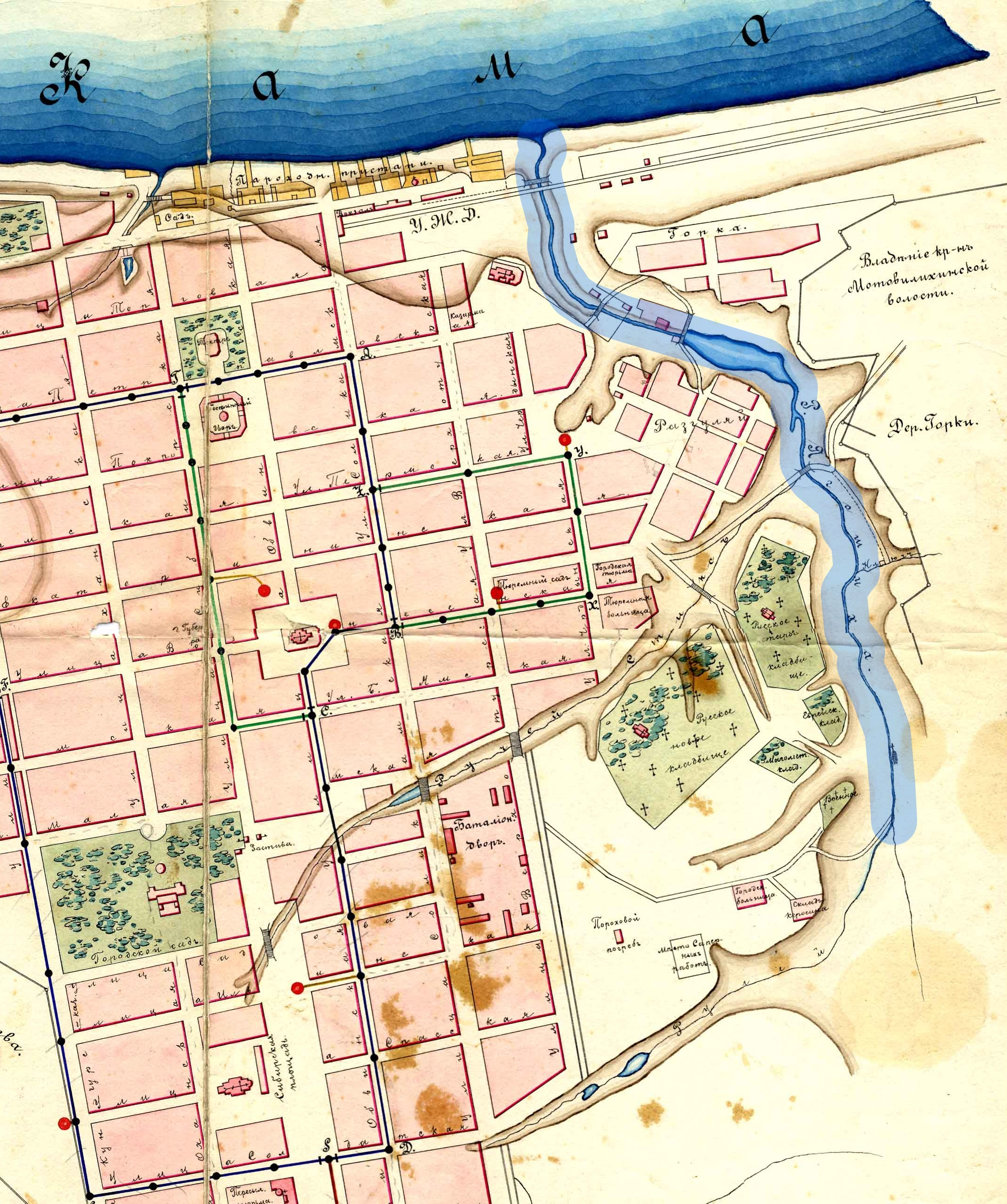
Ягошиха на плане Перми 1898 года

На берегах Егошихи находилось старейшее документально зафиксированное поселение на территории исторического центра Перми — починок, принадлежащий представителям рода Строгановых, упоминавшийся в переписных книгах воеводы Прокопия Елизарова в 1647 году, впоследствии — деревня Егошиха.
В 1720-х годах на берегах Егошихи и Медведки возникли поселения старообрядцев, переселившихся сюда после разгрома в 1718—1719 годах Керженецких скитов в Семёновском уезде Нижегородской губернии. После геологических исследований, проведённых Г. В. де Генниным в междуречье Медведки, Егошихи и Мотовилихи, в 1723 году был основан Егошихинский медеплавильный завод, положивший начало городу Перми. Тогда именно старообрядцы стали его первыми рабочими.
Во второй половине XVIII века на мысу, образованном руслами Егошихи и Стикса, было основано Егошихинское кладбище — второе по времени создания и старейшее из сохранившихся до настоящего времени кладбищ в Перми.
В 1915 году в верховьях реки был построен водозабор — в качестве дополнительного источника для городского водопровода. Сравнение плана Перми 1926 года с современными картографическими данными показывает, что водозабор находился недалеко от устья притока Егошихи — Ивановки. Строительство станции не было доведено до конца, рабочая мощность была ниже проектной. Вода шла плохого качества, имела красноватый оттенок из-за частиц глины. Станция считалась временной и не имела очистных сооружений, а с 1935 года стала использоваться как резервная при авариях Большекамского водозабора. В 1960-х годах она была выведена из системы городского водоснабжения и передана для технического водоснабжения велозаводу (ОАО «Велта»).

## Экология

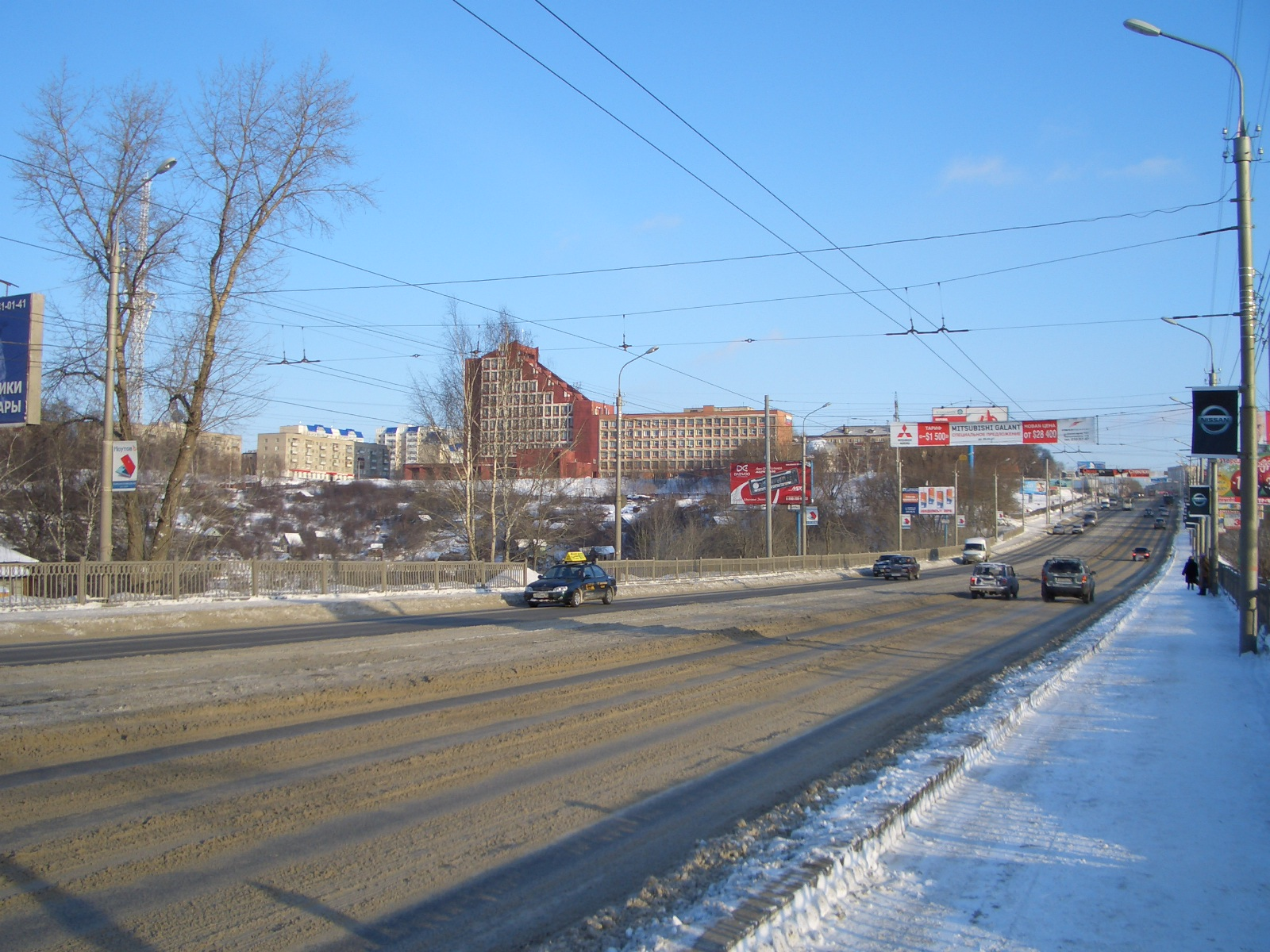
Северная дамба

Егошиха протекает в черте города Перми, поблизости от многочисленных промышленных предприятий, и подвергается загрязнению промышленными и бытовыми отходами. По состоянию на 2019 год на территории её бассейна расположены:
- в Свердловском районе: ОАО «Велта» (в его промзоне находятся верховья притока — ручья № 4[18]) и автотранспортные предприятия;
- в Ленинском районе: Пермский мотовозоремонтный завод им. А. А. Шпагина.

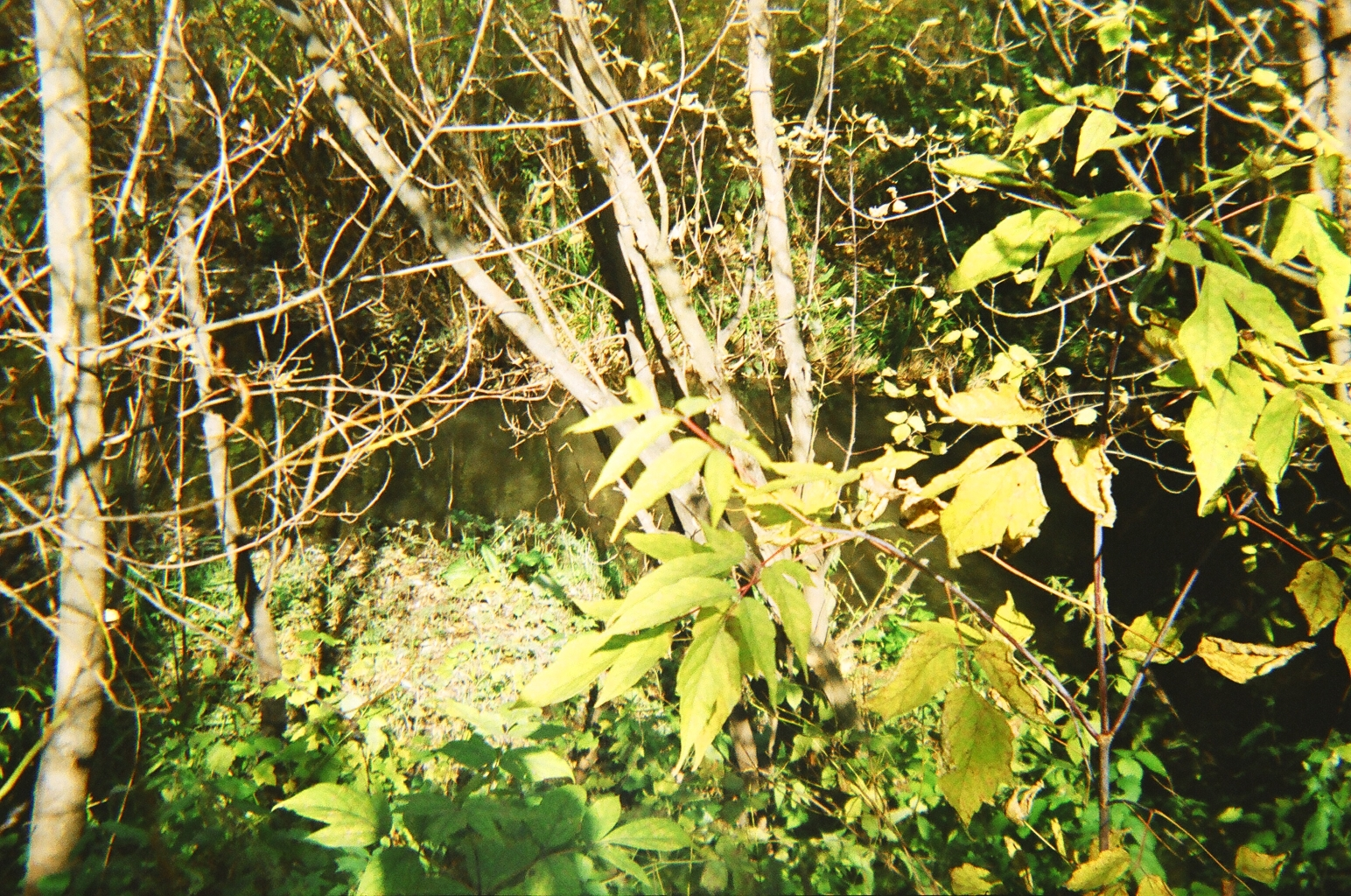
Берег Егошихи

В 1981 году река Егошиха была включена в список малых рек Пермской области, требующих осуществления водоохранных мероприятий.
Кислородный режим в реке характеризуется как неблагоприятный. Химическое потребление кислорода (ХПК) составляет в среднем 50 мг/л, биохимическое потребление кислорода (БПК) — 5—6,5 мг/л, что в 1,6 и в 1,3 раза выше нормы для санитарно-бытовых водоёмов. Прозрачность воды — 4—11 см, содержание взвешенных веществ — 60—150 мг/л. Содержание аммонийного азота в 7—8 раз превышает предельно допустимую концентрацию (ПДК), а содержание меди, железа, нефтепродуктов равно ей. Только в верховьях Егошихи химический состав воды соответствует естественному состоянию водотоков этой местности.
Крайне высок уровень градостроительного давления. При строительстве жилых домов на улице Островского был обнажён левый склон долины Егошихи в районе Южной дамбы, что вызвало эрозионные процессы — образование и рост оврагов.

### Общественные инициативы
В 2017 году в долине реки к югу от моста по улице Революции жители организовали ряд субботников по очистке территории от бытового мусора и поваленных деревьев, поставив своей целью создание экологического парка. Было собрано большое количество автомобильных покрышек, из которых в итоге появился арт-объект, созданный художником Александром Жунёвым.
В 2019 году был запущен проект по созданию в долине реки экологического маршрута и зон отдыха и началась его реализация силами Пермского краевого отделения «Всероссийского общества охраны природы», общественного движения «Слушай соловья», интернет-журнала «Звезда» и при поддержке крупного бизнеса Пермского края.
На начальном этапе участники проекта, получившего название «Тропа к Егошихе», приступили к созданию экологической тропы и рекреационного пространства в районе Егошихинского мемориального комплекса, где планировалось проведение экскурсий, наблюдений за птицами и программ отдыха. В числе проводимых мероприятий были уборка бытового мусора и веток вдоль тропы, расчистка затора реки перед входом в коллектор. Затем были оборудованы удобные спуски к реке и ограждения в опасных местах на малом кольцевом маршруте. Конечная цель проекта — создание в этом районе большого кольцевого маршрута по местам, связанным с историей города.
После общественного резонанса о возможной застройке территории вдоль Егошихи власти запретили строительство в долине реки создав там особо охраняемую природную территорию.
В 2023 году в долине реки Егошиха в рамках проекта «Зелёное кольцо» запланировано строительство парков «Устье Егошихи», «Средняя дамба» и «Красные казармы».